# 燕尾山槟榔
燕尾山槟榔（学名：Pinanga sinii）为棕榈科山槟榔属下的一个种。

## 扩展阅读
- 維基物種上的相關：燕尾山槟榔